# Улч, Детлеф
Детлеф Улч (нем. Detlef Ultsch; род. 7 ноября 1955, Зоннеберг, Зуль) — немецкий дзюдоист, чемпион и призёр чемпионатов ГДР и мира, призёр чемпионатов Европы, участник двух Олимпиад.

## Карьера
Выступал в полусредней (до 80 кг) и средней (до 86 кг) весовых категориях. Чемпион (1977—1979, 1981, 1982 и 1984 годы) и бронзовый призёр (1976) чемпионатов ГДР. Победитель и призёр многих престижных международных турниров. Бронзовый (1976, 1977, 1978—1980, 1982—1983) и серебряный (1978) призёр чемпионатов Европы. Чемпион (1979, 1983) и бронзовый призёр (1981) чемпионатов мира.
На летних Олимпийских играх 1976 года в Монреале занял 19-е место.
На следующей Олимпиаде в Москве победил представителей Кувейта Ибрагима Музаффера и Сан-Марино Фреча Касадея, но проиграл кубинцу Исааку Аскую. В утешительной серии Улч победил британца Питера Доннелли, бразильца Вальтера Кармона и завоевал бронзовую медаль Олимпиады.